# Military Cross
Military Cross (MC) är ett brittiskt utmärkelsetecken, instiftat 1914 av kung Georg V som en motsvarighet till den sjömilitära Distinguished Service Cross. Military Cross kan tilldelas kompani-, sedan 1931 även majorer, i brittiska armén samt i marktjänst vid flygvapnet för tapperhet och framstående insats i strid. Sedan 1993 kan den även tilldelas underbefäl och manskap. Tidigare tilldelades den även officerare från stater inom Samväldet. 
Innehavare av korset får föra bokstäverna MC efter sitt namn.

## Förlänad fyra gånger
Fyra officerare har tilldelats MC fyra gånger, alla under första världskriget:
- Kapten Percy Bentley, infanteriofficer
- Löjtnant Humphrey Arthur Gilkes, infanteriofficer
- Kapten Charles Gordon Timms, medicinalofficer
- Kapten Francis Wallington, artilleriofficer

## Första kvinnan
Menige Michelle Norris, en artonårig brittisk sjukvårdare tilldelades Military Cross som den allra första kvinnan. Hon tilldelades utmärkelsen för hennes insatser i Irak den 11 juni 2006 då hennes stridsfordon blev beskjuten av en krypskytt. Vagnchefen blev skjuten i munnen då hans huvud hade stuckit fram från tornet på vagnen. Norris, fortfarande under beskjutning från krypskytten lämnade vagnen och knäböjande började behandling som räddade mannens liv.